# Apango
Apango ist ein Ort im mexikanischen Bundesstaat Guerrero im Municipio Mártir de Cuilapan, dessen Verwaltungssitz er darstellt. Er befindet sich etwa 35 km entfernt von der Landeshauptstadt Chilpancingo.

## Demographie
Eine Volkszählung im Jahr 2005 durch das Nationale Institut für Statistik, Geographie und Datenverarbeitung ergab, dass die Stadt Apango 3987 Einwohner hatte, davon waren 1870 Männer und 2111 Frauen. 2010 betrug die Einwohnerzahl 4345.

## Einrichtungen im Dorf
Apango hat ein Gesundheitszentrum, das Menschen aus 6 Dörfern versorgt. Zudem gibt es einen Markt und Verkehrsbetriebe.